# Pashtshenkoa kaszabi
Pashtshenkoa kaszabi là một loài ruồi trong họ Asilidae. Pashtshenkoa kaszabi được Lehr miêu tả năm 1975. Loài này phân bố ở vùng Cổ Bắc giới.